# ママと恋に落ちるまで
『ママと恋に落ちるまで』（ママとこいにおちるまで、原題: How I Met Your Mother、略称: HIMYM ）は、米国CBSにより2005年9月19日から2014年3月31日まで放送されていたシットコムのテレビコメディシリーズである。9シーズン、全208話。
本シリーズは、主人公テッド・モズビーと彼のマンハッタン生活における友人グループを描いている。彼が2030年に彼の息子と娘に彼らの母親に出会うまでの出来事を始めから順々に語って行くという枠物語形式によって話が順々に展開していく。
本シリーズは、Craig Thomas および Carter Bays の原作による。彼ら2人は、エグゼクティブ・プロデューサーでもあり、しばしば脚本も書いている。本シリーズは彼ら2人がニューヨーク市で共に生活していた時の友情に触発されたものであり、本シリーズにもやんわり反映されている。
本シリーズは、今のところ、4人の監督のみで製作されている。例えば、米国で放送済みの8シーズン184話のうち、パメラ・フライマンが172話、ロブ・グリーンバーグが7話、 Michael Shea が4話、 ニール・パトリック・ハリス が1話である。
ユニークな構成とエキセントリックなユーモアを持つこの番組は、ほとんどの放送時に好評価を得ており、数年来の熱狂的ファンを獲得している。
本シリーズは、エミー賞（プライムタイム・エミー賞）において、コメディ部門作品賞・助演男優賞・マルチカメラシリーズ部門美術監督賞・マルチカメラ・シリーズ部門撮影賞各部門で計28回ノミネートされ、そのうち9回受賞している。
ピープルズ・チョイス・アワード (People's Choice Awards) においては、2010年にリリー・アルドリン役のアリソン・ハニガン (Alyson Hannigan) が『大好きなテレビコメディ女優賞』を、2011年にバーニー・スティンソン役のニール・パトリック・ハリス (Neil Patrick Harris) が『大好きなテレビコメディ男優賞』を、放送開始から7年後の2012年には How I Met Your Mother が『大好きなネットワークテレビコメディ賞』を、再度ニール・パトリック・ハリスが『大好きなテレビコメディ男優賞』を獲得している。その他、受賞の詳細については、 List of awards and nominations received by How I Met Your Mother を参照のこと。
日本では、FOXライフにて2009年12月6日から放送が開始され、2011年2月22日からはシーズン3が放送開始されていたが、2011年9月30日のFOXライフそのものの放送終了後、FOXチャンネルに移行し、2011年11月13日、改めてシーズン1から放送開始されている。
その後、本ドラマのスピンオフである『パパと恋に落ちるまで』（原題:How I Met Your Father）がウォルト・ディズニー・カンパニー傘下の定額制動画配信サービスであるHuluのオリジナルドラマとして制作されることが2021年に報じられ、2022年1月18日から2023年7月11日まで配信されたが、同年9月に全2シーズン30話で打ち切られる事が発表された。
日本では同じく同社傘下の定額制動画配信サービスであるDisney+のスターにて、2022年3月9日から独占配信されることが同年2月に発表された。

## 概要
2030年、テッド・モズビーは、息子と娘に自分がいかにして妻と出会ったかについて語り始める。物語の始まりは2005年、彼の親友であるマーシャルとリリーが婚約したことで、テッド自身も結婚を意識し始め、いつものバーで見かけた女性ロビンに一目惚れをするところから始まる・・・。
本シリーズは、ニューヨークに出て来た若きテッドが、いかなる変遷を経て子供たちの母親と出会うに至ったかを、親友たちとの交流と共に愉快に描き上げる物語である。

## 登場人物
テッド・モズビー (Ted Mosby)
演 - ジョシュ・ラドナー 、日本語吹替 -
本作品の主人公。建築家。マーシャルとリリーの婚約に触発され、真剣に結婚相手を捜し始める。
スター・ウォーズ・シリーズの大ファンで、理想の女性の条件にそのファンであることを求めるほど。
作品内のナレーションもテッド(2030年の本人という設定)が行っているが、こちらはボブ・サゲットが務めている。
しかし、最終回のラストシーンで結婚相手は既に他界しており、結局誰と結婚したのかわからないまま物語は終わった。
これに関して製作側は「シリーズを長引かせているうちに、原作者が番組そもそものテーマに興味を失ってしまった。」、「長く続いている内に、中々出て来ないママよりも、8年間毎週欠かさず登場した友人たちにこそ愛情が湧いた」等とのコメントを出した。
マーシャル・エリクソン (Marshall Eriksen)
演 - ジェイソン・シーゲル、日本語吹替 -
テッドのウェズリアン大学以来の一番の親友かつルームメイト。現在はコロンビア大学のロースクールで環境関連の事項を取り扱った弁護士になるため勉強中。
ゲームが得意で、新しいゲームを自分で作ったこともある。普段は穏和な性格だが、いざとなった時の腕っ節は異常に強い。家族全員非常に背が高く、彼も1m90cmを超える大男だが家族の男性陣の中では一番背が低い。
リリー・アルドリン (Lily Aldrin)
演 - アリソン・ハニガン、日本語吹替 -
保育士/幼稚園教諭でマーシャルと婚約。彼女もテッド達と同じウェズリアン大学に通い、マーシャルと出会った。
5人の中でも喧嘩の仲裁役を担うなど姉御のような役割を果たすことがある一方、浪費癖があったり口が軽く秘密をすぐに他人に話してしまったりもする。
バーニー・スティンソン (Barney Stinson)
演 - ニール・パトリック・ハリス、日本語吹替 -
自称テッドの一番の親友。極度の女好きでコミットメント・フォビア。毎晩のように女性を口説いては一夜限りの関係を繰り返している。独自の哲学を持ち、常にスーツを着ている。手品が得意で、女性を口説くときに腕前を披露することがある。
仕事の面では専用のかなり広いオフィスを持っているが、具体的に何をしているかはテッド達すら知らない。
自身の日々を綴ったブログを運営しており、実際にCBSの公式サイトでそれを模したものを閲覧することができる。
ロビン・シャーバスキー (Robin Scherbatsky)
演 - コビー・スマルダーズ、日本語吹替 -
ニュースアンカーでテッドの元恋人。ロビンはカナダから新しいテレビ局で就職するため移住してき、テッドとマクローレンズで出会い、彼に『完璧な妻』を見つけるようにさせた。テッドとの関係がうまくいかなくても、二人は親友のままである。彼女のカナダでの経験を友人たちからよくジョークのネタにされるが、大抵はバーニーがネタにする。葉巻を吸い、スコッチを好むことにバーニーが惹かれた。その後、二人は交際を初め、結婚した。シーズン2で、彼女は十代の頃、ロビン・スパークルズという芸名の元、『Let's Go to the Mall』(モールに行こうよ) というヒット曲を持つポップスターであったことが明らかになった。その後、彼女はグランジ路線に移行した。彼女のフルネームはロビン・チャールズ・シャーバスキー・ジュニアであるとシーズン4第6話『フラれた女との再会』で明らかになった。理由は彼女の父親が息子を持てなくて、がっかりしたからであった。

## エピソード一覧

### シーズン一覧
| シーズン | シーズン | エピソード | 米国での放送日                | 米国での放送日                |
| シーズン | シーズン | エピソード | 初回                          | 最終回                        |
| -------- | -------- | ---------- | ----------------------------- | ----------------------------- |
|          | 1        | 22         | 2005年9月19日                 | 2006年5月15日                 |
|          | 2        | 22         | 2006年9月18日                 | 2007年5月14日                 |
|          | 3        | 20         | 2007年9月24日                 | 2008年5月19日                 |
|          | 4        | 24         | 2008年9月22日                 | 2009年5月18日                 |
|          | 5        | 24         | 2009年9月21日                 | 2010年5月24日                 |
|          | 6        | 24         | 2010年9月20日                 | 2011年5月16日                 |
|          | 7        | 24         | 2011年9月19日                 | 2012年5月14日                 |
|          | 8        | 24         | 2012年9月24日                 | 2013年5月13日                 |
|          | 9        | 24         | 2013年9月23日                 | 2014年3月31日                 |
| トータル | トータル | 208        | 2005年9月19日 – 2014年3月31日 | 2005年9月19日 – 2014年3月31日 |

### シーズン1 （2005年 - 2006年）
| 通算 | 話数 | タイトル                   | 原題                              | 監督               | 米国放送日     | 視聴者数 (万人) |
| ---- | ---- | -------------------------- | --------------------------------- | ------------------ | -------------- | --------------- |
| 1    | 1    | 物語をはじめよう           | Pilot                             | パメラ・フライマン | 2005年9月19日  | 1,094           |
| 2    | 2    | 女の望む理想の恋人         | Purple Giraffe                    | パメラ・フライマン | 2005年9月26日  | 1,040           |
| 3    | 3    | 自由の鐘は蜜の味           | Sweet Taste of Liberty            | パメラ・フライマン | 2005年10月3日  | 1,044           |
| 4    | 4    | 第二印象を試すとき         | Return of the Shirt               | パメラ・フライマン | 2005年10月10日 | 984             |
| 5    | 5    | 大人になるにはまだ早い?    | Okay Awesome                      | パメラ・フライマン | 2005年10月17日 | 1,014           |
| 6    | 6    | ハロウィンの奇跡           | Slutty Pumpkin                    | パメラ・フライマン | 2005年10月24日 | 1,089           |
| 7    | 7    | 成功率100%の結婚紹介所     | Matchmaker                        | パメラ・フライマン | 2005年11月7日  | 1,055           |
| 8    | 8    | アパート争奪戦             | The Duel                          | パメラ・フライマン | 2005年11月14日 | 1,035           |
| 9    | 9    | 正しい感謝祭の過ごし方     | Belly Full of Turkey              | パメラ・フライマン | 2005年11月21日 | 1,029           |
| 10   | 10   | パイナップル事件           | The Pineapple Incident            | パメラ・フライマン | 2005年11月28日 | 1,227           |
| 11   | 11   | ハッピーニューイヤー       | The Limo                          | パメラ・フライマン | 2005年12月19日 | 1,036           |
| 12   | 12   | 結婚式の"同伴者"は?        | The Wedding                       | パメラ・フライマン | 2006年1月9日   | 1,149           |
| 13   | 13   | 思い出は美しいままに       | Drumroll, Please                  | パメラ・フライマン | 2006年1月23日  | 1,082           |
| 14   | 14   | 長い長いファースト・ナイト | Zip, Zip, Zip                     | パメラ・フライマン | 2006年2月6日   | 1,094           |
| 15   | 15   | バーニーの恥ずかしい告白   | Game Night                        | パメラ・フライマン | 2006年2月27日  | 982             |
| 16   | 16   | 遠距離恋愛は別れの始まり?  | Cupcake                           | パメラ・フライマン | 2006年3月6日   | 1,015           |
| 17   | 17   | 小包のプレッシャー         | Life Among the Gorillas           | パメラ・フライマン | 2006年3月20日  | 980             |
| 18   | 18   | 午前2時過ぎに幸福なし      | Nothing Good Happens After 2 A.M. | パメラ・フライマン | 2006年4月10日  | 765             |
| 19   | 19   | 授賞式にはカップルで       | Mary the Paralegal                | パメラ・フライマン | 2006年4月24日  | 760             |
| 20   | 20   | 史上最高のプロム           | Best Prom Ever                    | パメラ・フライマン | 2006年5月1日   | 724             |
| 21   | 21   | 28歳のバースデイパーティ   | Milk                              | パメラ・フライマン | 2006年5月8日   | 807             |
| 22   | 22   | すべてが変わるとき         | Come On                           | パメラ・フライマン | 2006年5月15日  | 864             |

### シーズン2 （2006年 - 2007年）
| 通算 | 話数 | タイトル               | 原題                      | 監督                 | 米国放送日     | 視聴者数 (万人) |
| ---- | ---- | ---------------------- | ------------------------- | -------------------- | -------------- | --------------- |
| 23   | 1    | 持つべきものは親友     | Where Were We?            | パメラ・フライマン   | 2006年9月18日  | 1,048           |
| 24   | 2    | 野生の生存競争         | The Scorpion and the Toad | ロブ・グリーンバーグ | 2006年9月25日  | 914             |
| 25   | 3    | ミート・ザ・ペアレンツ | Brunch                    | パメラ・フライマン   | 2006年10月2日  | 932             |
| 26   | 4    | 恋愛関係を続ける秘訣   | Ted Mosby: Architect      | パメラ・フライマン   | 2006年10月9日  | 909             |
| 27   | 5    | カップルで楽しむこと   | World's Greatest Couple   | パメラ・フライマン   | 2006年10月16日 | 905             |
| 28   | 6    | リリーの処罰           | Aldrin Justice            | パメラ・フライマン   | 2006年10月23日 | 959             |
| 29   | 7    | マーシャルのデート     | Swarley                   | パメラ・フライマン   | 2006年11月6日  | 822             |
| 30   | 8    | 船上結婚式             | Atlantic City             | パメラ・フライマン   | 2006年11月13日 | 933             |
| 31   | 9    | ロビンの秘密           | Slap Bet                  | パメラ・フライマン   | 2006年11月20日 | 885             |
| 32   | 10   | バーニーのピンチ       | Single Stamina            | パメラ・フライマン   | 2006年11月27日 | 985             |
| 33   | 11   | 思い出のクリスマス     | How Lily Stole Christmas  | パメラ・フライマン   | 2006年12月11日 | 881             |
| 34   | 12   | ニューヨーク初めて物語 | First Time in New York    | パメラ・フライマン   | 2007年1月8日   | 837             |
| 35   | 13   | いい上司の条件         | Columns                   | ロブ・グリーンバーグ | 2007年1月22日  | 942             |
| 36   | 14   | 恒例行事の遂行         | Monday Night Football     | ロブ・グリーンバーグ | 2007年2月5日   | 1,061           |
| 37   | 15   | 運命のフライト         | Lucky Penny               | パメラ・フライマン   | 2007年2月12日  | 968             |
| 38   | 16   | 捨てられない人々       | Stuff                     | パメラ・フライマン   | 2007年2月19日  | 895             |
| 39   | 17   | さよならフィエロ       | Arrivederci, Fiero        | パメラ・フライマン   | 2007年2月26日  | 933             |
| 40   | 18   | 同せい記念日?          | Moving Day                | パメラ・フライマン   | 2007年3月19日  | 727             |
| 41   | 19   | バチェラーパーティー   | Bachelor Party            | パメラ・フライマン   | 2007年4月9日   | 990             |
| 42   | 20   | 結婚までの二週間       | Showdown                  | パメラ・フライマン   | 2007年4月30日  | 724             |
| 43   | 21   | 結婚式の理想と現実     | Something Borrowed        | パメラ・フライマン   | 2007年5月7日   | 769             |
| 44   | 22   | 2人の選択              | Something Blue            | パメラ・フライマン   | 2007年5月14日  | 990             |

### シーズン3 （2007年 - 2008年）
| 通算 | 話数 | タイトル                 | 原題                    | 監督                 | 米国放送日     | 視聴者数 (万人) |
| ---- | ---- | ------------------------ | ----------------------- | -------------------- | -------------- | --------------- |
| 45   | 1    | 物語を続けよう           | Wait for It             | パメラ・フライマン   | 2007年9月24日  | 812             |
| 46   | 2    | よそ者とニューヨーカー   | We're Not from Here     | パメラ・フライマン   | 2007年10月1日  | 788             |
| 47   | 3    | 衝撃のお誘い             | Third Wheel             | パメラ・フライマン   | 2007年10月8日  | 796             |
| 48   | 4    | リトルメンズ             | Little Boys             | ロブ・グリーンバーグ | 2007年10月15日 | 771             |
| 49   | 5    | パパがみんなと出会うまで | How I Met Everyone Else | パメラ・フライマン   | 2007年10月22日 | 850             |
| 50   | 6    | 2人のテッド･モズビー     | I'm Not That Guy        | パメラ・フライマン   | 2007年10月29日 | 855             |
| 51   | 7    | 夢のマイホーム           | Dowisetrepla            | パメラ・フライマン   | 2007年11月5日  | 877             |
| 52   | 8    | 愛すべき友の欠点         | Spoiler Alert           | パメラ・フライマン   | 2007年11月12日 | 858             |
| 53   | 9    | 初めての感謝祭           | Slapsgiving             | パメラ・フライマン   | 2007年11月19日 | 806             |
| 54   | 10   | バーニーの自信喪失       | The Yips                | パメラ・フライマン   | 2007年11月26日 | 791             |
| 55   | 11   | プラチナルール           | The Platinum Rule       | パメラ・フライマン   | 2007年12月10日 | 849             |
| 56   | 12   | 俺たちに明日はない       | No Tomorrow             | パメラ・フライマン   | 2008年3月17日  | 973             |
| 57   | 13   | テッドの新しい恋         | Ten Sessions            | パメラ・フライマン   | 2008年3月24日  | 1,067           |
| 58   | 14   | 謎の女性大捜索!          | The Bracket             | パメラ・フライマン   | 2008年3月31日  | 950             |
| 59   | 15   | 叫びの連鎖               | The Chain of Screaming  | パメラ・フライマン   | 2008年4月14日  | 799             |
| 60   | 16   | 思い出は砂の城           | Sandcastles in the Sand | パメラ・フライマン   | 2008年4月21日  | 845             |
| 61   | 17   | 30歳の誕生日             | The Goat                | パメラ・フライマン   | 2008年4月28日  | 884             |
| 62   | 18   | 相棒の解消               | Rebound Bro             | パメラ・フライマン   | 2008年5月5日   | 836             |
| 63   | 19   | 捨てる神と拾う神         | Everything Must Go      | パメラ・フライマン   | 2008年5月12日  | 893             |
| 64   | 20   | ミラクル!                | Miracles                | パメラ・フライマン   | 2008年5月19日  | 799             |

### シーズン4 （2008年 - 2009年）
| 通算 | 話数 | タイトル                 | 原題                        | 監督                 | 米国放送日     | 視聴者数 (万人) |
| ---- | ---- | ------------------------ | --------------------------- | -------------------- | -------------- | --------------- |
| 65   | 1    | 恋に落ちたバーニー       | Do I Know You?              | パメラ・フライマン   | 2008年9月22日  | 979             |
| 66   | 2    | 最高のバーガーを求めて   | The Best Burger in New York | パメラ・フライマン   | 2008年9月29日  | 872             |
| 67   | 3    | NY対NJ                   | I Heart NJ                  | パメラ・フライマン   | 2008年10月6日  | 897             |
| 68   | 4    | 友達の本音               | Intervention                | Michael Shea         | 2008年10月13日 | 925             |
| 69   | 5    | あるラブストーリーの結末 | Shelter Island              | パメラ・フライマン   | 2008年10月20日 | 945             |
| 70   | 6    | フラれた女との再会       | Happily Ever After          | パメラ・フライマン   | 2008年11月3日  | 940             |
| 71   | 7    | 赤ちゃんパニック         | Not a Father's Day          | パメラ・フライマン   | 2008年11月10日 | 979             |
| 72   | 8    | ヤッホー!                | Woooo!                      | パメラ・フライマン   | 2008年11月17日 | 999             |
| 73   | 9    | 素っ裸の男               | The Naked Man               | パメラ・フライマン   | 2008年11月24日 | 1,004           |
| 74   | 10   | 喧嘩最強                 | The Fight                   | パメラ・フライマン   | 2008年12月8日  | 1,049           |
| 75   | 11   | 愛する妹                 | Little Minnesota            | パメラ・フライマン   | 2008年12月15日 | 1,144           |
| 76   | 12   | おいしい密約             | Benefits                    | パメラ・フライマン   | 2009年1月12日  | 1,176           |
| 77   | 13   | スノー･プロブレム        | Three Days of Snow          | パメラ・フライマン   | 2009年1月19日  | 1,069           |
| 78   | 14   | ロビンの就活             | The Possimpible             | パメラ・フライマン   | 2009年2月2日   | 1,030           |
| 79   | 15   | スティンソン家の秘密     | The Stinsons                | パメラ・フライマン   | 2009年3月2日   | 1,108           |
| 80   | 16   | 過ちは繰り返す           | Sorry, Bro                  | パメラ・フライマン   | 2009年3月9日   | 851             |
| 81   | 17   | ずっと一緒に             | The Front Porch             | ロブ・グリーンバーグ | 2009年3月16日  | 929             |
| 82   | 18   | ウソと友情               | Old King Clancy             | パメラ・フライマン   | 2009年3月23日  | 736             |
| 83   | 19   | 若さよ、永遠に           | Murtaugh                    | パメラ・フライマン   | 2009年3月30日  | 920             |
| 84   | 20   | 踏み出す勇気             | Mosbius Designs             | パメラ・フライマン   | 2009年4月13日  | 956             |
| 85   | 21   | 3日ルール                | The Three Days Rule         | パメラ・フライマン   | 2009年4月27日  | 887             |
| 86   | 22   | 運命のイタズラ           | Right Place, Right Time     | パメラ・フライマン   | 2009年5月4日   | 889             |
| 87   | 23   | 幸せの足音               | As Fast as She Can          | パメラ・フライマン   | 2009年5月11日  | 870             |
| 88   | 24   | 思い切って…              | The Leap                    | パメラ・フライマン   | 2009年5月18日  | 873             |

### シーズン5 （2009年 - 2010年）
| 通算 | 話数 | タイトル                 | 原題                               | 監督                       | 米国放送日     | 視聴者数 (万人) |
| ---- | ---- | ------------------------ | ---------------------------------- | -------------------------- | -------------- | --------------- |
| 89   | 1    | 曖昧な関係               | Definitions                        | パメラ・フライマン         | 2009年9月21日  | 909             |
| 90   | 2    | 2度目の初デート          | Double Date                        | パメラ・フライマン         | 2009年9月28日  | 873             |
| 91   | 3    | テッドの恋愛講座         | Robin 101                          | パメラ・フライマン         | 2009年10月5日  | 823             |
| 92   | 4    | 都合がいい寝床           | The Sexless Innkeeper              | パメラ・フライマン         | 2009年10月12日 | 856             |
| 93   | 5    | 二重国籍                 | Duel Citizenship                   | パメラ・フライマン         | 2009年10月19日 | 807             |
| 94   | 6    | 理想のカップル           | Bagpipes                           | パメラ・フライマン         | 2009年11月2日  | 882             |
| 95   | 7    | 倦怠期からの脱却         | The Rough Patch                    | パメラ・フライマン         | 2009年11月9日  | 882             |
| 96   | 8    | 恋のプレイブック         | The Playbook                       | パメラ・フライマン         | 2009年11月16日 | 844             |
| 97   | 9    | 嵐を呼ぶ感謝祭           | Slapsgiving 2: Revenge of the Slap | パメラ・フライマン         | 2009年11月23日 | 875             |
| 98   | 10   | 12年間の片思い           | The Window                         | パメラ・フライマン         | 2009年12月7日  | 879             |
| 99   | 11   | 卒煙の日                 | Last Cigarette Ever                | パメラ・フライマン         | 2009年12月14日 | 965             |
| 100  | 12   | スーツに込めた愛         | Girls Versus Suits                 | パメラ・フライマン         | 2010年1月11日  | 978             |
| 101  | 13   | 同僚のジェンキンス       | Jenkins                            | ニール・パトリック・ハリス | 2010年1月18日  | 1,052           |
| 102  | 14   | パーフェクトまであと一人 | Perfect Week                       | パメラ・フライマン         | 2010年2月1日   | 928             |
| 103  | 15   | バーニーに電話して       | Rabbit or Duck                     | パメラ・フライマン         | 2010年2月8日   | 1,000           |
| 104  | 16   | 恋は釣ったり、釣られたり | Hooked                             | パメラ・フライマン         | 2010年3月1日   | 1,037           |
| 105  | 17   | スーパーデート           | Of Course                          | パメラ・フライマン         | 2010年3月8日   | 1,006           |
| 106  | 18   | 写真はみんなで           | Say Cheese                         | パメラ・フライマン         | 2010年3月22日  | 837             |
| 107  | 19   | 事実は小説より奇なり     | Zoo or False                       | パメラ・フライマン         | 2010年4月12日  | 688             |
| 108  | 20   | ピンチは幸せの始まり     | Home Wreckers                      | パメラ・フライマン         | 2010年4月19日  | 771             |
| 109  | 21   | 元カレは親友             | Twin Beds                          | パメラ・フライマン         | 2010年5月3日   | 770             |
| 110  | 22   | 招待状                   | Robots Versus Wrestlers            | ロブ・グリーンバーグ       | 2010年5月10日  | 816             |
| 111  | 23   | 心の荷物                 | The Wedding Bride                  | パメラ・フライマン         | 2010年5月17日  | 769             |
| 112  | 24   | 5人目のドッペルゲンガー  | Doppelgangers                      | パメラ・フライマン         | 2010年5月24日  | 818             |

### シーズン6 （2010年 - 2011年）
| 通算 | 話数 | タイトル               | 原題                       | 監督               | 米国放送日     | 視聴者数 (万人) |
| ---- | ---- | ---------------------- | -------------------------- | ------------------ | -------------- | --------------- |
| 113  | 1    | 人生で賭けに出る時     | Big Days                   | パメラ・フライマン | 2010年9月20日  | 879             |
| 114  | 2    | バーニーの父親         | Cleaning House             | パメラ・フライマン | 2010年9月27日  | 900             |
| 115  | 3    | 心の区切りがつくまで   | Unfinished                 | パメラ・フライマン | 2010年10月4日  | 860             |
| 116  | 4    | 真のニューヨーカー     | Subway Wars                | パメラ・フライマン | 2010年10月11日 | 848             |
| 117  | 5    | 古いものはいい?        | Architect of Destruction   | パメラ・フライマン | 2010年10月18日 | 805             |
| 118  | 6    | 子供の名前             | Baby Talk                  | パメラ・フライマン | 2010年10月25日 | 829             |
| 119  | 7    | 大切なもの             | Canning Randy              | パメラ・フライマン | 2010年11月1日  | 888             |
| 120  | 8    | 自然史博物館にて       | Natural History            | パメラ・フライマン | 2010年11月8日  | 887             |
| 121  | 9    | 赤ちゃんか友情か       | Glitter                    | パメラ・フライマン | 2010年11月15日 | 887             |
| 122  | 10   | ブリッツの呪い         | Blitzgiving                | パメラ・フライマン | 2010年11月22日 | 873             |
| 123  | 11   | 人妻との付き合い方     | The Mermaid Theory         | パメラ・フライマン | 2010年12月6日  | 926             |
| 124  | 12   | クリスマスの決断       | False Positive             | パメラ・フライマン | 2010年12月13日 | 970             |
| 125  | 13   | サプライズ             | Bad News                   | パメラ・フライマン | 2011年1月3日   | 1,015           |
| 126  | 14   | 最期の言葉             | Last Words                 | パメラ・フライマン | 2011年1月17日  | 1,054           |
| 127  | 15   | エリクソン大作戦       | Oh Honey                   | パメラ・フライマン | 2011年2月7日   | 1,000           |
| 128  | 16   | もうすぐバレンタイン   | Desperation Day            | パメラ・フライマン | 2011年2月14日  | 951             |
| 129  | 17   | 出会いの不思議         | Garbage Island             | Michael Shea       | 2011年2月21日  | 933             |
| 130  | 18   | 心の変化               | A Change of Heart          | パメラ・フライマン | 2011年2月28日  | 924             |
| 131  | 19   | 親子の再会             | Legendaddy                 | パメラ・フライマン | 2011年3月21日  | 803             |
| 132  | 20   | 協調と対立             | The Exploding Meatball Sub | パメラ・フライマン | 2011年4月11日  | 687             |
| 133  | 21   | パーティーは終わらない | Hopeless                   | パメラ・フライマン | 2011年4月18日  | 649             |
| 134  | 22   | お酒の効用             | The Perfect Cocktail       | パメラ・フライマン | 2011年5月2日   | 677             |
| 135  | 23   | テッドの選択           | Landmarks                  | パメラ・フライマン | 2011年5月9日   | 641             |
| 136  | 24   | 新たな門出             | Challenge Accepted         | パメラ・フライマン | 2011年5月16日  | 715             |

### シーズン7 （2011年 - 2012年）
| 通算 | 話数 | タイトル             | 原題                        | 監督                 | 米国放送日     | 視聴者数 (万人) |
| ---- | ---- | -------------------- | --------------------------- | -------------------- | -------------- | --------------- |
| 137  | 1    | 花婿の付添人         | The Best Man                | パメラ・フライマン   | 2011年9月19日  | 1,100           |
| 138  | 2    | ハダカの気持ち       | Naked Truth                 | パメラ・フライマン   | 1,222          |                 |
| 139  | 3    | シンジツの挑戦       | Ducky Tie                   | ロブ・グリーンバーグ | 2011年9月26日  | 1,050           |
| 140  | 4    | ロビンのセラピー     | The Stinson Missile Crisis  | パメラ・フライマン   | 2011年10月3日  | 1,039           |
| 141  | 5    | 社会の仕組み         | Field Trip                  | パメラ・フライマン   | 2011年10月10日 | 889             |
| 142  | 6    | 男か女か             | Mystery vs. History         | パメラ・フライマン   | 2011年10月17日 | 981             |
| 143  | 7    | 恋人はお母さん       | Noretta                     | パメラ・フライマン   | 2011年10月24日 | 987             |
| 144  | 8    | 10年越しの思い       | The Slutty Pumpkin Returns  | パメラ・フライマン   | 2011年10月31日 | 1,049           |
| 145  | 9    | ハリケーン上陸       | Disaster Averted            | Michael Shea         | 2011年11月7日  | 1,028           |
| 146  | 10   | 時が止まった瞬間     | Tick Tick Tick…             | パメラ・フライマン   | 2011年11月14日 | 1,042           |
| 147  | 11   | パパになりたい       | The Rebound Girl            | パメラ・フライマン   | 2011年11月21日 | 1,001           |
| 148  | 12   | 見果てぬ夢           | Symphony of Illumination    | パメラ・フライマン   | 2011年12月5日  | 1,151           |
| 149  | 13   | 父との思い出         | Tailgate                    | パメラ・フライマン   | 2012年1月2日   | 1,014           |
| 150  | 14   | たった46分           | 46 Minutes                  | パメラ・フライマン   | 2012年1月16日  | 1,008           |
| 151  | 15   | 新居お披露目パーティ | The Burning Beekeeper       | パメラ・フライマン   | 2012年2月6日   | 998             |
| 152  | 16   | 泥酔列車             | The Drunk Train             | パメラ・フライマン   | 2012年2月13日  | 901             |
| 153  | 17   | 長い賭け             | No Pressure                 | パメラ・フライマン   | 2012年2月20日  | 968             |
| 154  | 18   | 郊外暮らしは最高?!   | Karma                       | パメラ・フライマン   | 2012年2月27日  | 907             |
| 155  | 19   | 兄弟の誓い           | The Broath                  | パメラ・フライマン   | 2012年3月19日  | 815             |
| 156  | 20   | 3年後の未来          | Trilogy Time                | パメラ・フライマン   | 2012年4月9日   | 800             |
| 157  | 21   | 伝説の夜             | Now We're Even              | パメラ・フライマン   | 2012年4月16日  | 724             |
| 158  | 22   | お口直しのデート     | Good Crazy                  | パメラ・フライマン   | 2012年4月30日  | 799             |
| 159  | 23   | 赤ちゃん誕生!        | The Magician's Code: Part 1 | パメラ・フライマン   | 2012年5月14日  | 858             |
| 160  | 24   | 手品師の掟           | The Magician's Code: Part 2 | パメラ・フライマン   |                |                 |

### シーズン8 （2012年 - 2013年）
| 通算 | 話数 | タイトル             | 原題                         | 監督               | 米国放送日     | 視聴者数 (万人) |
| ---- | ---- | -------------------- | ---------------------------- | ------------------ | -------------- | --------------- |
| 161  | 1    | 消せない過去         | Farhampton                   | パメラ・フライマン | 2012年9月24日  | 884             |
| 162  | 2    | 婚前契約             | The Pre-Nup                  | パメラ・フライマン | 2012年10月1日  | 817             |
| 163  | 3    | 完ぺきな子守を求めて | Nannies                      | パメラ・フライマン | 2012年10月8日  | 782             |
| 164  | 4    | 後見人は誰?          | Who Wants to Be a Godparent? | パメラ・フライマン | 2012年10月15日 | 793             |
| 165  | 5    | 最高の相棒           | The Autumn of Break-Ups      | パメラ・フライマン | 2012年11月5日  | 722             |
| 166  | 6    | 別れの秋             | Splitsville                  | パメラ・フライマン | 2012年11月12日 | 795             |
| 167  | 7    | マーシャルのお墨付き | The Stamp Tramp              | パメラ・フライマン | 2012年11月19日 | 745             |
| 168  | 8    | 一番のワルは誰?      | Twelve Horny Women           | パメラ・フライマン | 2012年11月26日 | 873             |
| 169  | 9    | ロブスターをもう一度 | Lobster Crawl                | パメラ・フライマン | 2012年12月3日  | 826             |
| 170  | 10   | 両極端の恋人たち     | The Over-Correction          | パメラ・フライマン | 2012年12月10日 | 882             |
| 171  | 11   | 呪いの力             | The Final Page: Part 1       | パメラ・フライマン | 2012年12月17日 | 870             |
| 172  | 12   | 最後のページ         | The Final Page: Part 2       | パメラ・フライマン |                |                 |
| 173  | 13   | バンドかDJか         | Band or DJ?                  | パメラ・フライマン | 2013年1月14日  | 1,051           |
| 174  | 14   | 指輪のパワー         | Ring Up!                     | パメラ・フライマン | 2013年1月21日  | 1,007           |
| 175  | 15   | PS 愛してる          | P.S. I Love You              | パメラ・フライマン | 2013年2月4日   | 1,030           |
| 176  | 16   | 彼女の正体           | Bad Crazy                    | パメラ・フライマン | 2013年2月11日  | 898             |
| 177  | 17   | キャプテンからの電話 | The Ashtray                  | パメラ・フライマン | 2013年2月18日  | 885             |
| 178  | 18   | バーニーズ           | Weekend at Barney's          | パメラ・フライマン | 2013年2月25日  | 859             |
| 179  | 19   | 男の要塞             | The Fortress                 | Michael Shea       | 2013年3月18日  | 744             |
| 180  | 20   | あの時に戻れたら     | The Time Travelers           | パメラ・フライマン | 2013年3月25日  | 699             |
| 181  | 21   | 憧れのローマ         | Romeward Bound               | パメラ・フライマン | 2013年4月15日  | 658             |
| 182  | 22   | 最低の夜             | The Bro Mitzvah              | パメラ・フライマン | 2013年4月29日  | 706             |
| 183  | 23   | 荷造りの達人         | Something Old                | パメラ・フライマン | 2013年5月6日   | 699             |
| 184  | 24   | もうすぐ結婚式       | Something New                | パメラ・フライマン | 2013年5月13日  | 857             |

### シーズン9 （2013年 - 2014年）
- 第185話（S9第1話） "The Locket"
- 第186話（S9第2話） "Coming Back"
- 第187話（S9第3話） "Last Time in New York"
- 第188話（S9第4話） "The Broken Code"
- 第189話（S9第5話） "The Poker Game"
- 第190話（S9第6話） "Knight Vision"
- 第191話（S9第7話） "No Questions Asked"
- 第192話（S9第8話） "The Lighthouse"
- 第193話（S9第9話） "Platonish"
- 第194話（S9第10話） "Mom and Dad"
- 第195話（S9第11話） "Bedtime Stories"
- 第196話（S9第12話） "The Rehearsal Dinner"
- 第197話（S9第13話） "Bass Player Wanted"
- 第198話（S9第14話） "Slapsgiving 3: Slappointment in Slapmarra"[6]
- 第199話（S9第15話） "Unpause"[7]
- 第200話（S9第16話） "How Your Mother Met Me"[6]
- 第201話（S9第17話） "Rally"[7]
- 第202話（S9第18話） "Sunrise"[6]
- 第203話（S9第19話） "Vesuvius"
- 第204話（S9第20話） "Daisy"[6]
- 第205話（S9第21話） "Gary Blauman"
- 第206話（S9第22話） "The End of the Aisle"
- 第207話（S9第23話） "Last Forever, Part 1"
- 第208話（S9第24話） "Last Forever, Part 2"

## その他
The Bro Code
シーズン3の第17話（通算第61話）「30歳の誕生日」"The Goat" で登場した、バーニー・スティンソン著という設定の人生啓蒙書。2008年10月14日出版。オーディオブック版も発売されている。
The Bro Code Paperback
The Bro Code Audiobook CD ? Audiobook, Unabridged
Bro on the Go
上記の続編。2009年11月3日出版。
Bro on the Go Paperback
The Playbook
シーズン5の第8話（通算第96話）「恋のプレイブック」"The Playbook" で登場した、女性を落とす方法を数多く記した本。2009年11月3日出版。
The Playbook: Suit up. Score chicks. Be awesome. Paperback
Nothing Suits Me Like a Suit
シーズン5の第12話（通算第100話） 「スーツに込めた愛」"Girls vs. Suits" にて使われた楽曲。2010年1月5日配信。iTunes Storeで購入可能。
配信された時点でシーズン5は日本未放送だったが日本でも配信となった。バーニーを始めとする主要キャストがスーツの素晴らしさを歌った一曲。
How I Met Your Mother Season 05 Episode 12 Girls Versus Suits Suits Song